# Badetøfler
En badetøffel, Klipklapper, badesandal eller engelsk (bath) slippers er en letpåtagelig sko,  kan fås med en justerbar overdel med velcro eller uden.
Badetøflen bruges som alternativt som hjemmesko eller andre steder som f.eks svømmehallen, skolen og arbejde, stranden eller til sport mm. Badetøflen bruges også som almindeligt fodtøj både med og uden sokker på. Mange bruger tøflen i stedet for den fastsiddende sandal, da tøflen let kan tages af og på og er behageligere for nogen. 
Af firmaer som laver tøfler kan nævnes: H2O, Hummel, Adidas, Nike. Badetøfler kan købes i sportsbutikker, supermarkeder, og mange andre skobutikker.
Lande som producere klipper, er Kina, Malaysia, og Italien, sidst nævnte land producerer H2O sandaler, på selvsamme fabrik som for 40 år siden.